# Friede von Basel
Der Friede von Basel von 1795 (Basler Frieden) setzte dem Krieg zwischen Frankreich und Preußen bzw. Spanien ein vorläufiges Ende. Diese Parteien, in Koalition mit England, Österreich und den Niederlanden, bekämpften sich im Laufe des Ersten Koalitionskrieges (1792–1797). Der Friede führte dazu, dass das revolutionäre Frankreich als gleichberechtigte Großmacht anerkannt wurde. Preußen selbst führte das Abkommen schleichend in die außenpolitische Isolation: Während des Zweiten und des Dritten Koalitionskriegs blieb es neutral. Im Pariser Traktat vom 15. Februar 1806 ließ sich Preußen dann aber von Frankreich das Kurfürstentum Hannover „schenken“ und stand so, als Napoleon seine „Schenkung“ zu annullieren gedachte und es darüber zum  Vierten Koalitionskrieg kam, fast allein da.

## Hintergrund

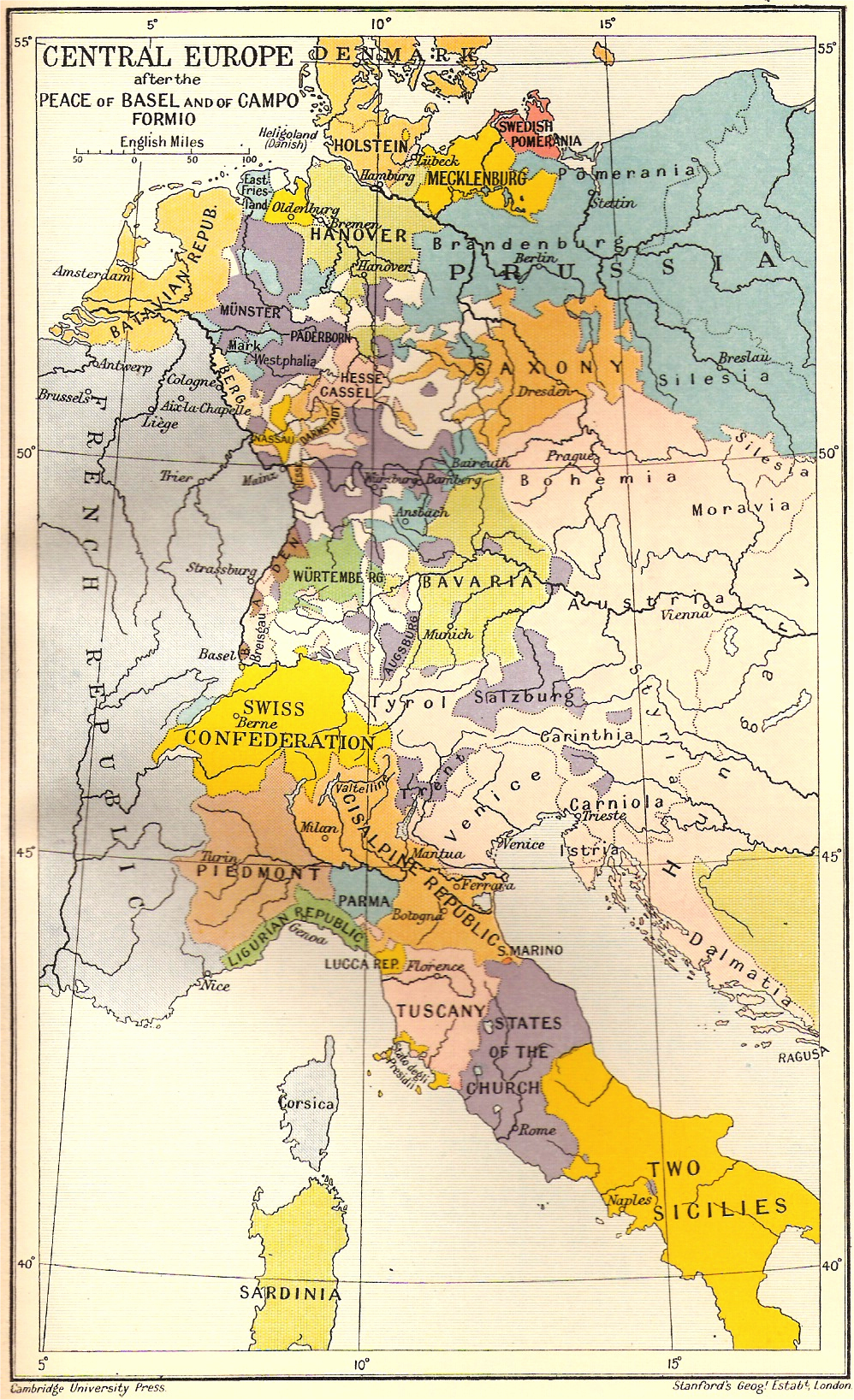
Mitteleuropa nach den Friedensschlüssen von Basel und Campoformio

Die militärische Beteiligung Preußens an der Koalition gegen Frankreich wurde 1794 von Berlin gegenüber den Reichsständen als nicht mehr finanzierbar dargestellt. Für den Fall einer Weigerung der anderen Reichsfürsten, Finanzmittel zu stellen, drohte Preußen – entgegen den reichsrechtlichen Statuten – mit dem Abzug der Truppen. Der polnische Kościuszko-Aufstand gab Preußen zugleich die willkommene Möglichkeit, mit einer Intervention Gebietsgewinne zu erzielen, die es im Krieg gegen Frankreich bis dahin nicht hatte realisieren können. Preußen stand also vor dem Staatsbankrott und war auf Finanzhilfen angewiesen, oder es musste seinen als nicht erfolgversprechend eingeschätzten Einsatz am Rhein beenden, um sich an der Aufteilung Polens beteiligen zu können.

## Vertragsverhandlungen
Der Frieden bestand aus drei separaten Friedensschlüssen:
- Am 5. April 1795 einigte sich Frankreich mit Preußen auf einen seit 1794 diskutierten Vertrag. In der Nacht auf den 6. April unterzeichneten die Vertreter beider Länder, François Barthélemy und Karl August von Hardenberg, den Friedensvertrag. Jeder befand sich in seiner eigenen Basler Unterkunft, im Rosshof bzw. dem Markgräflerhof, und die Papiere wurden durch einen Kurier überbracht. In dem Vertrag überließ Preußen den Franzosen seine linksrheinischen Besitzungen und erhielt in einem Geheimartikel das Versprechen, dass es rechtsrheinisch entschädigt würde, falls das linke Rheinufer in einem allgemeinen Frieden endgültig an Frankreich fallen sollte. Der Basler Stadtschreiber Peter Ochs hatte als Vermittler wesentlichen Anteil an diesem Abschluss. Am 15. April 1795 wurde der zu Basel abgeschlossene Friedensvertrag in Berlin ratifiziert.[1] Einen großen Einfluss auf das Zustandekommen dieser diplomatischen Lösung wird auch dem französischen Diplomaten und Geheimdienstchef Théobald Bacher zugeschrieben.

- Am 17. Mai 1795 erklärten der Westfälische Kreis, Ober- und Niedersachsen, Franken, die Oberpfalz, Hessen-Kassel und Hessen-Darmstadt ihre Neutralität. Eine Demarkationslinie hierzu führte rechtsrheinisch von der Mündung der Anger am Niederrhein, entlang der oberen Wupper über Limburg an der Lahn, Höchst am Main bis Darmstadt.[2] Die Trennung verlief weiter in südöstlicher Richtung und trennte Franken von Schwaben und Bayern. Von ihrem südlichsten Punkt bei Nördlingen und Pappenheim führte sie in nordöstlichem Verlauf bis zur Elbe oberhalb von Dresden und trennte Meissen und die Lausitz von Böhmen.[3]

- Am 22. Juni 1795 kam es dann wiederum nachts zur Unterzeichnung des Friedensvertrages zwischen Frankreich und Spanien, vertreten durch Domingo de Iriarte. Diesmal im Stadtpalais von Peter Ochs, dem Holsteinerhof. Spanien musste seinen Anteil an der Insel Hispaniola an Frankreich abtreten.

Mit Preußen und Spanien schieden damit zwei Hauptgegner der Französischen Republik aus dem Ersten Koalitionskrieg aus.
- Am 28. August 1795 kam es schließlich auch noch zum Friedensschluss zwischen Frankreich und Hessen-Kassel, vertreten durch Friedrich Sigismund Waitz von Eschen.

Während der Friedensverhandlungen in Basel wurde zudem die Herzogin von Angoulême Marie Thérèse Charlotte de Bourbon, die Tochter des 1793 geköpften französischen Königs Ludwig XVI., gegen fünf Kommissare des Konvents (darunter der ehemalige Kriegsminister Beurnonville) ausgetauscht, die von General Dumouriez den Österreichern in Belgien als Geiseln gestellt worden waren.

## Anmerkungen

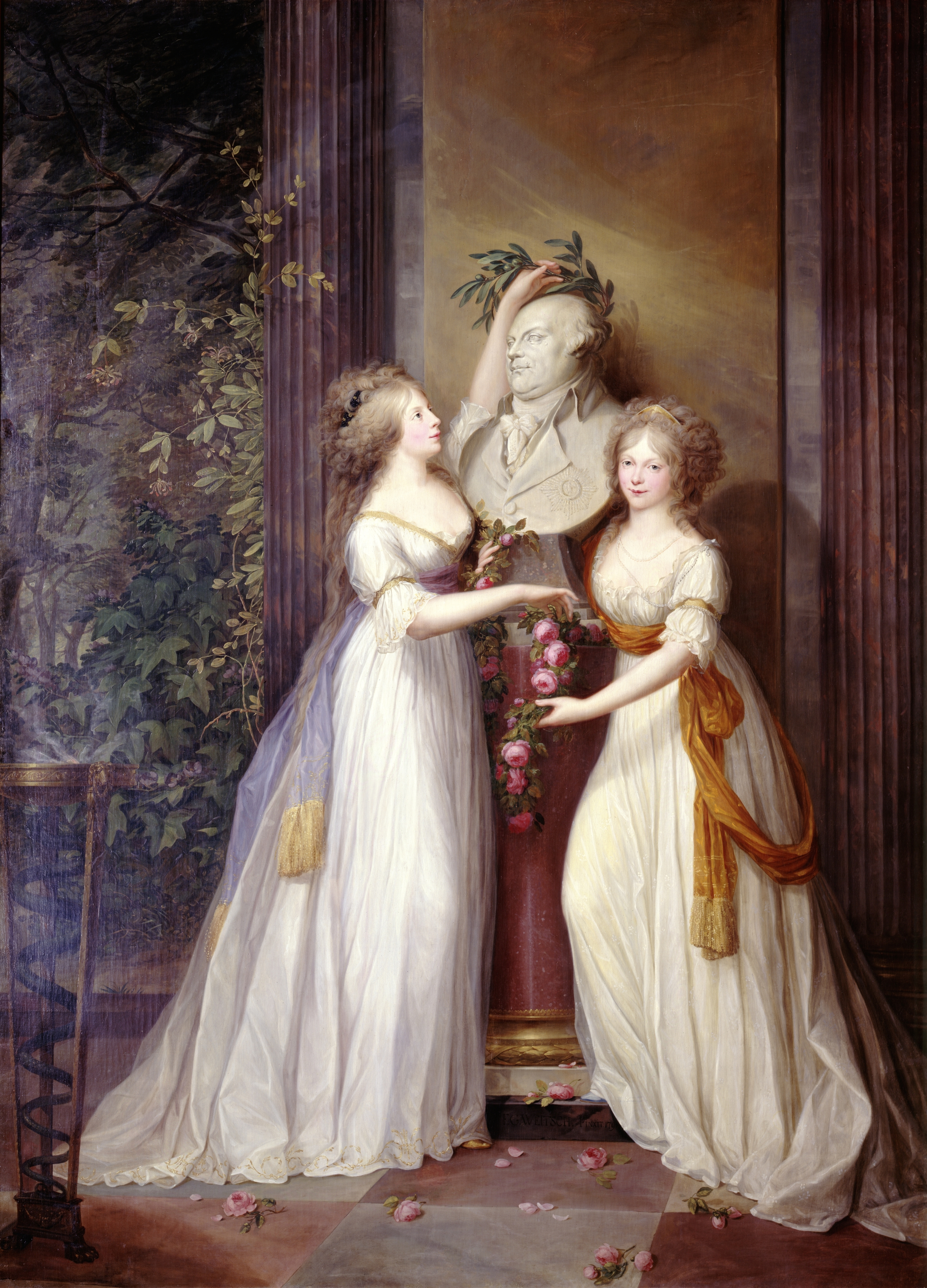
Die Prinzessinnen Luise und Friederike von Preußen bekränzen die Büste Friedrich Wilhelms II. (Allegorie auf den Frieden von Basel), Gemälde von Friedrich Georg Weitsch 1795